# 미인
미인(美人)은  다소간에 주관적인 점이 있는데 외모나 내적인 부분이 아름답거나 예쁜 사람을 뜻하며 주로 여성에게 많이 써 미녀(美女)라고도 한다.

## 같이 보기
- 미남
- 미소년
- 미소녀